# Лэнсдорп, Роберт
Роберт Лэнсдорп (англ. Robert Lansdorp; 12 ноября 1938, Семаранг, Нидерланды — 16 сентября 2024, West Carson, Калифорния) — профессиональный теннисный тренер.

## Карьера
Роберт Лэнсдорп выступал на корте в начале 1960-х, но не добился сколь-нибудь существенных успехов.
Известность Лэнсдорп получил в 1979 году, когда его воспитанница Трэйси Остин в свои 16 лет стала самой юной победительницей US Open в женском одиночном разряде. Среди других подопечных Роберта, выигрывавших турниры Большого шлема, Пит Сампрас, Линдсей Дэвенпорт и Мария Шарапова, которые также в разное время становились первыми ракетками мира. Кроме того, он работал с Джастином Гимелстобом, Анастасией Мыскиной, Анной Чакветадзе и другими известными американскими и европейскими теннисистами.
Считается экспертом в ударах с отскока (граундстроков), в частности форхенда, выступая за мощную и плоскую технику удара, обычно называемую «Форхенд Лэнсдорпа».
В 2005 году награждён USTA Lifetime Achievement Award за вклад в развитие тенниса США.
В последующие годы отошёл от дел и проживал в своём доме к югу от Лос-Анджелеса.
В 2013 году Лэнсдорп публично раскритиковал программу развития игроков Ассоциации тенниса США под руководством генерального директора Патрика Макинроя, заявив, что постановление 2012 года, требующее, чтобы игроки в возрасте до десяти лет играли на миниатюрных кортах с лёгкими мячами с зелёными точками, «в корне неверно для очень талантливых детей». Шарапова, Моника Селеш и сёстры Уильямс, отметил он, были очень конкурентоспособны со стандартными кортами и оборудованием уже с 7 лет.
Умер в сентябре 2024 года в возрасте 85 лет.